# La Rose rouge (cabaret-théâtre)
Pour les articles homonymes, voir La Rose rouge.
La Rose rouge est un cabaret-théâtre parisien créé en 1947 au 53, rue de la Harpe, dans le quartier Latin (5e arr.). À l'origine restaurant de quartier, le lieu devient rapidement un des cabarets parisiens les plus renommés avant d'être transféré au 76, rue de Rennes (6e arr.). Il disparaît en 1956.

## Historique
L'idée naît au Flore de discussions entre anciens compagnons de théâtre de Jacques Prévert qui ont participé au Groupe Octobre comme Jean Rougeul. Se joignent souvent à eux la compositrice et chanteuse Mireille, le comédien et metteur en scène Michel de Ré et un jeune comédien d'origine grecque, Nikos (dit Nico) Papatakis. Tous partagent la passion d'un théâtre léger, réduit à la seule force de conviction d'une voix.
L'ex-danseur des Folies Bergère Féral Benga, qui tient rue de la Harpe un restaurant africain appelé La Rose rouge, propose de leur faire de la place pour des « spectacles de poche » . Lui-même abandonne parfois ses fourneaux pour exécuter des « danses de sortilèges ». Le premier invité à se produire en public est Michel de Ré en 1947 avec des textes de Prévert (En famille et Tentative de description d'un dîner de têtes). Le théâtre alterne avec les tours de chant de Francis Lemarque et de Jacques Douai. Les spectateurs sont rares, la nourriture simple : « Certaines semaines étaient pires que la vie quotidienne de Groupe Octobre. » La bonne fée de la Rose rouge s'avère être Maria Casarès qui réussit à entraîner ses camarades Gérard Philipe et Roger Blin dans cette petite salle dont elle appréciait la programmation. Dès lors, la notoriété du lieu va grandissant. S'y croisent artistes  montants, comme Simone Signoret et Alain Cuny, et intellectuels reconnus tels Louis Aragon, Elsa Triolet ou Jean Genet.
Le succès établi, Benga et Papatakis se séparent début 1948 et la Rose rouge change de style en changeant d'adresse. Par l'intermédiaire de Casarès, Papatakis a réuni les fonds nécessaire pour acheter le sous-sol du 76 rue de Rennes, précédemment occupé par une brasserie. Il y fait aménager une scène de 4 mètres sur 2 et une salle pouvant contenir jusqu'à 150 personnes. Mais les débuts sont difficiles. Les habitués de le rue de la Harpe n'ont pas suivi et Léo Ferré et le mime Marceau, encore inconnus, peinent à susciter la curiosité. Tout change lorsqu'en septembre Papatakis engage Les Frères Jacques. Remarqués deux ans plus tôt, ils deviendront en peu de temps ce que Boris Vian définit dans son Manuel de Saint-Germain-des-Prés comme la « colonne vertébrale de la Rose rouge, un des derniers lieux où l'on s'amuse encore. ».
Parmi les autres artistes qui se produisent en alternance, Vian distingue la compagnie Grenier-Hussenot, qui présente de courtes pièces loufoques telles L'Étranger au théâtre d'André Roussin ou le spectacle collectif Terror of Oklahoma. Fin 1948-début 1949, la Rose rouge distance tous ses rivaux « qui n'étaient même pas désignés comme tels : on ne parle plus de cave ni de cabaret, mais de salle de spectacle en sous-sol. » Yves Robert, par ailleurs membre de la compagnie Grenier-Hussenot, « second[e] puissamment Nico  » en tant qu'animateur des lieux. Devenu directeur artistique en 1949, il y monte notamment Exercices de style de Raymond Queneau et Cinémassacre de Boris Vian faisant du lieu un « cabaret-théâtre de référence ».
L'activité trépidante du lieu est retracée dans le film de fiction La Rose rouge que lui consacre le réalisateur Marcel Pagliero en 1951, où l'on voit le personnel improviser un spectacle à cause d'un empêchement des Frères Jacques.
Yves Robert part pour d'autres horizons en 1953, les Frères Jacques en 1955, amorçant le déclin du lieu. Nicole Louvier succède à Juliette Gréco dans un tour de chant. Nikos Papatakis, qui a épousé en 1951 l'actrice Anouk Aimée, dirige la salle jusqu'en 1954 avant de céder ses parts à un homme d'affaires argentin. L'enseigne disparait en 1956 pour faire place à un club puis une boîte de nuit en 1960, le Ker Samba. C'est également en 1956 que Benga cède son établissement qui avait abrité la première Rose rouge et qui deviendra un bar, le Black and White.
Avec la disparition de la Rose rouge s'amorce le déclin d'un genre créé en 1938 par Agnès Capri : le cabaret-théâtre, qui renaitra dans un esprit un peu différent avec les cafés-théâtres dans les années 1960.

## Quelques spectacles présentés à La Rose rouge
- 1948 : L'Étranger au théâtre d'André Roussin, mise en scène Yves Robert (septembre)
- 1949 : Exercices de style de Raymond Queneau, mise en scène Yves Robert (6 avril)
- 1950 : Terror of Oklahoma, compagnie Grenier-Hussenot
- 1952 : Cinémassacre de Boris Vian, mise en scène Yves Robert (avril)
- 1953 : Le Tour du monde en quatre-vingts jours d'après Jules Verne mise en scène Yves Robert
- 1955 : Dernière Heure de Boris Vian (18 mars)

## Anecdotes
Si le lieu a permis les débuts d'un grand nombre de chanteurs et de comédiens, il en a en revanche ratés certains, comme Barbara et Brigitte Bardot, refusées pour insuffisance artistique.

### Ouvrages cités
- Boris Vian (préf. Noël Arnaud), Manuel de Saint-Germain-des-Prés, Paris, Le Chêne, 1974, 303 p. (ISBN 2-85108-010-5)
- Noël Arnaud, Les Vies parallèles de Boris Vian, Paris, Le Livre de poche, coll. « Littérature & Documents », 1998, 510 p. (ISBN 2-253-14521-1 et 978-2-253-14521-9) première édition en 1970 par Ursula Vian-Kübler
- Geneviève Latour, Le « Cabaret-théâtre » (1945-1965), Bibliothèque historique de la ville de Paris, 1996.
- Gilles Schlesser (préf. Claude Villers), Le Cabaret « rive gauche » : De la Rose rouge au Bateau ivre (1946-1974), Paris, Éditions de l'Archipel, octobre 2006, 682 p. (ISBN 978-2-84187-849-9, présentation en ligne), chap. 6 (« Les premiers pas de la rive gauche (1946-1950) »)
- Philippe Boggio, Boris Vian, Paris, Le Livre de Poche, 1995, 476 p. (ISBN 978-2-253-13871-6)